# Década de 90 a.C.
Séculos: (Século II a.C. - Século I a.C. - Século I)
Décadas: 140 a.C. 130 a.C. 120 a.C. 110 a.C. 100 a.C. - 90 a.C. - 80 a.C. 70 a.C. 60 a.C. 50 a.C. 40 a.C.
Anos:
```
99 a.C.
 - 
98 a.C.
 - 
97 a.C.
 - 
96 a.C.
 - 
95 a.C.
 - 
94 a.C.
 - 
93 a.C.
 - 
92 a.C.
 - 
91 a.C.
 - 
90 a.C.
```